# William Smith (senator)
William Smith, född 1762, död 26 juni 1840 i Huntsville, Alabama, var en amerikansk politiker och jurist. Han representerade delstaten South Carolina i USA:s senat 1816-1823 och 1826-1831. Han var först demokrat-republikan och senare demokrat.
Smith studerade juridik och inledde 1784 sin karriär som advokat. Han var sedan verksam som advokat och som plantageägare i South Carolina. Han tjänstgjorde som domare 1808-1816.
Senator John Taylor avgick 1816 och efterträddes av Smith. Han efterträddes 1823 av Robert Y. Hayne. Smith efterträdde sedan 1826 William Harper som senator i klass 3. Han efterträddes 1831 av Stephen Decatur Miller.
Smith fick sju elektorsröster för vicepresident i presidentvalet i USA 1828 och 23 elektorsröster för vicepresident i presidentvalet i USA 1836. Virginias elektorer som röstade för Smith 1836 avgjorde att demokraternas officiella kandidat Richard Mentor Johnson inte fick majoritet av elektorsrösterna och vicepresidentvalet avgjordes i senaten. Johnson valdes till Martin Van Burens vicepresident i alla fall.